# GGT1
Глутатионгидролаза 1 проэнзим или гамма-глутамилтрансфераза 1 (англ. Glutathione hydrolase 1 proenzyme; Gamma-glutamyltransferase 1; GGT1; CD224) — мембранный белок, фермент, продукт гена человека GGT1.

## Функции
GGT1 отщепляет гамма-глутамильную группу от внеклеточного глутатиона (γ-глутамилцистеинилглицина) и глутатионовых конъюгатов, а также от других компонентов с гамма-глутамильной группой. В присутствии высоких консентраций дипептидов или некоторых аминокислот GGT1 может действовать как гамма-глутамилтрансфераза, катализируя транспептидазную реакцию - перенос глутамильной группы глутатиона на аминокислоту и дипептид. Является гетеродимиром белком, состоящим из тяжёлой и лёгкой цепей, образующихся из одного белка-предшественника. Присутствует в тканях, играющих роль в абсорпции и секреции. Входит в семейство белков-гамма-глутамилтрансфераз. Сплайсинг этого белка является сложным и тканеспецифическим процессом, что приводит к образованию различных вариантов в различных тканях. Инициирует распад глутатиона, обеспечивает клетки цистеином и играет роль в регуляции уровня внутриклеточного глутатиона. Является частью клеточной антиоксидантной системы